# Poradnik Oświatowy

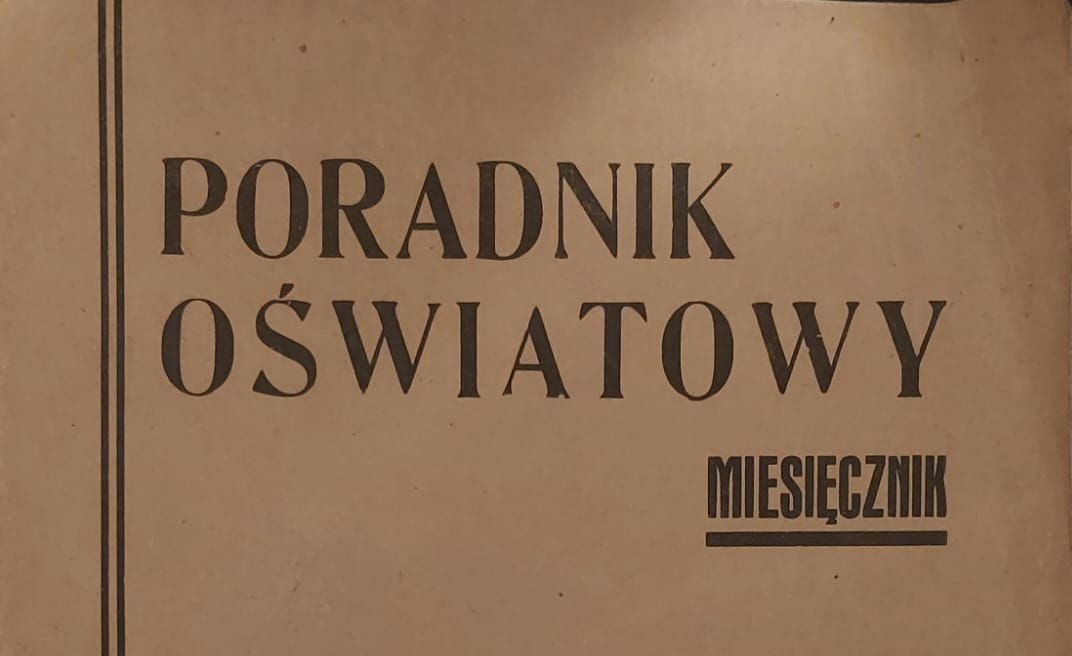
Tytuł czasopisma

Poradnik Oświatowy – polskie czasopismo emigracyjne wydawane we Francji w latach 1937–1939, poświęcone tematyce oświatowej. Czasopismo miało nakład sięgający 2.000 egzemplarzy. Było wydawane przez Radę Porozumiewawczą Związków Polskich we Francji, a od grudnia 1938 przez Związek Polaków we Francji. Redaktorem naczelnym czasopisma był Franciszek Obrębski, a sekretarzem redakcji Józef Czarnecki. Pierwszy numer ukazał się w lutym 1937, redakcja mieściła się pod adresem 20, rue Faidherbe w Lille.
Ostatni numer Poradnika Oświatowego ukazał się w lipcu 1939, a po wybuchu II wojny światowej redakcja została przekształcona w redakcję czasopisma Żołnierz Polski.

## Wybrani autorzy publikacji[4][3]
Wybrani autorzy artykułów w czasopiśmie Poradnik Oświatowy. Zamieszczone przypisy odnoszą się do pojedynczych publikacji autorów w czasopiśmie Poradnik Oświatowy.
- Jan Harwas[5]
- Jerzy Pławczyk[6]
- Julian Majcherczyk[7]
- Aleksander Zelwerowicz[8]
- Henryk Rozmarynowski[9] - aktor teatralny.[10]
- Józefa Siedlikówna[11] - redaktorka czasopisma Polskie Pacholę.
- Józef Czarnecki[12]
- Franciszek Obrębski[13] - redaktor naczelny czasopisma.
- Irena Lewulis[14]
- Aleksander Kawałkowski[15]